# جنبش مقاومت

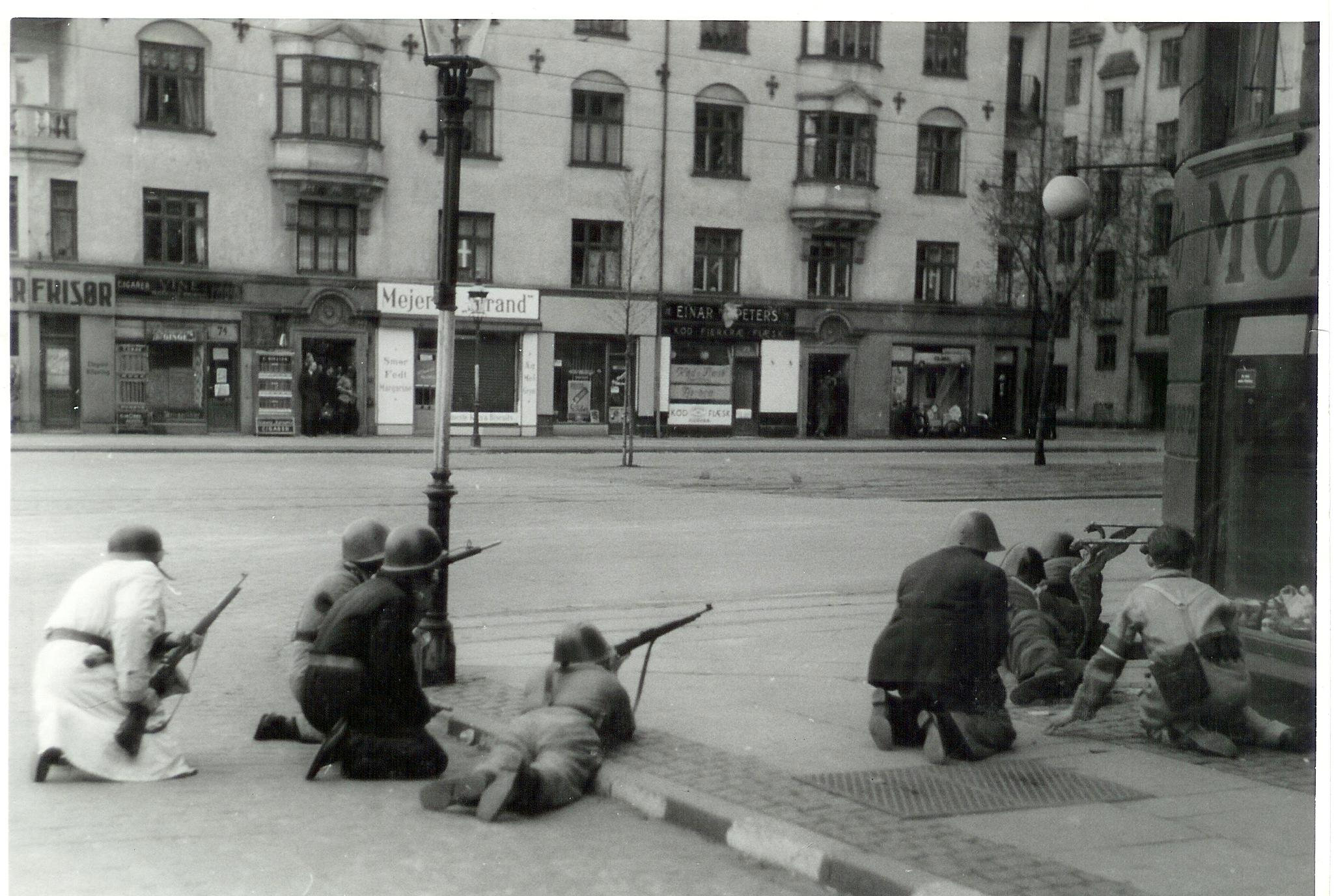
مردم در خیابان

یک جنبش مقاومت تلاشی سازمان‌دهی شده توسط بخشی از جمعیت مردمی یک کشور برای غلبه بر دولت قانونی کشور یا اشغال نظامی است. یک جنبش مقاومت ممکن است از طریق مقاومت بدون خشونت (که با نام ایستادگی مدنی هم شناخته می‌شود) یا استفاده از زور —مسلح یا غیرمسلح— به اهدافش برسد. در موارد بسیار، مثلاً در نروژ در جنگ جهانی دوم، یک جنبش مقاومت ممکن است از روش‌های خشونت‌آمیز و غیرخشونت‌آمیز استفاده کند.
حداقل از سال ۱۸۹۹ که اولین قانون جنگ اصلی تدوین شد، اختلافی در مورد غیرقانونی بودن جنبش‌های مقاومت مسلح در حقوق بین‌الملل وجود داشته‌است. نوع دیگری از جنبش‌های مقاومت، جنگ‌جویان آزادی هستند.